# Enrico Millo
Enrico Millo di Casalgiate (Chiavari, 12 février 1865 - Rome, 14 juin 1930) est un homme politique et un militaire italien.

## Biographie
Il est né à Chiavari (GE) en 1865 de Gustavo Millo dei conti di Casalgiate et de Maria Luisa Altoè dei conti di Anguissola. Il est étudiant à l'École militaire Nunziatella (Reale Accademia Militare - Académie militaire royale) de Naples à partir de février 1880. Puis, en octobre 1882, il entre à l'Académie navale de Livourne (Accademia Navale di Livorno), d'où il sort comme enseigne en 1884. Au début, il suit une carrière normale. Franc-maçon, le 26 octobre 1897, il est affilié dans la Loge maçonnique « Zenith » de La Spezia. Pendant la guerre italo-turque pour la possession de la Libye (1911-12), comme les troupes terrestres italiennes sont en grave difficulté à cause de la résistance des unités irrégulières, fournies et soutenues par l'Empire ottoman, le gouvernement italien décida une action directe contre le territoire métropolitain turc. Cette intervention conduit au bombardement de certains forts, et surtout à l'occupation de l'archipel du Dodécanèse, qui reste une colonie italienne jusqu'à la fin de la Seconde Guerre mondiale. Dans le cadre de ces opérations, le capitaine de frégate Enrico Millo, dans la nuit du 18 au 19 juillet 1912, force son passage à travers les Dardanelles, pénétrant sur 22 km sans dommage avant de faire demi-tour. Cette action, même si elle n'est pas très importante d'un point de vue militaire, enthousiasme l'opinion publique italienne, mais met le gouvernement en grande difficulté avec les puissances européennes qui craignent une nouvelle déstabilisation des Balkans. Pour cette action, il est décoré de la médaille d'or de la valeur militaire.
En 1913, il est nommé sénateur du Royaume et rejoint le gouvernement Giolitti IV, puis le gouvernement Salandra I en tant que ministre de la Marine. Il est très proche des positions du nationalisme et de l'impérialisme italiens, ardent défenseur à la fois du colonialisme et de l'irrédentisme au sens large, et donc de l'abandon de l'alliance avec l'Autriche-Hongrie. Pendant la Première Guerre mondiale, devenu amiral, il commande des opérations dans l'Adriatique. Son manque de succès est attribué aux déficiences de l'espionnage et du contre-espionnage italien. Il développe également une forte antipathie personnelle et une rivalité avec l'amiral Paolo Emilio Thaon di Revel, qui lui a rendu la pareille.
De 1918 à 1920, il est gouverneur de la Dalmatie, où il prône l'annexion des territoires non italophones. Le 14 novembre 1919, à Zara, il accueille Gabriele D'Annunzio, engagé dans l'entreprise Fiume (Impresa di Fiume), devant laquelle il s'engage officiellement à ne pas abandonner la Dalmatie avant qu'elle ne soit officiellement annexée à l'Italie, mais seules Zara, Lagosta, Cazza et les îles Pelagosa sont cédées à l'Italie (plus tard cédées à la Yougoslavie en 1947). En 1922, malgré le grand succès de la composante nationaliste au sein du premier gouvernement Mussolini, il est à nouveau renversé par Paolo Thaon di Revel en tant que ministre de la Marine, et, pour cette raison également, démissionne peu après de la Marine royale.
En 1923, il devient commissaire du gouvernement pour le port de Naples et vit ensuite entre Naples et Rome les dernières années de sa vie. Il meurt à Rome en 1930 à l'âge de 65 ans.
Une avenue dans sa ville natale, une rue à Plaisance, une à Gazzola (province de Plaisance), une à Marotta (en) (province de Pesaro et d'Urbino), une à Sava (province de Tarente), une à Manduria (province de Tarente) dans le hameau de Uggiano Montefusco, une à Castelcivita (province de Salerne) et une à Letojanni (province de Messine) ont été consacrées à Millo. Alors que le Lido d'Ostie a consacré une place et une grande place à Catane. Un sous-marin en service pendant la Seconde Guerre mondiale de la classe Ammiragli : le Ammiraglio Millo porte également son nom.

## Distinctions et décorations
- Chevalier grand-croix décoré du grand cordon de l'ordre des Saints-Maurice-et-Lazare
- Chevalier grand-croix décoré du grand cordon de l'ordre de la Couronne d'Italie
- Commandeur de l'ordre militaire de Savoie
- Médaille d'or de la valeur militaire

« Avec des critères militaires parfaits, il prépara une expédition de torpilleurs dans le but de torpiller la flotte ennemie si possible ; il prit personnellement le commandement de l'escadron et dirigea la difficile entreprise, la menant de nuit avec une bravoure héroïque sur 15 miles sous le feu intense des nombreuses batteries côtières jusqu'à ce qu'il reconnaisse la pleine efficacité défensive des navires ennemis. Il a ramené tout l'escadron en pleine mer, manœuvrant avec un calme et un sens marin admirables, toujours sous le feu de l'ennemi. Dardanelles, 18-19 juillet 1912 ».
- 3 avril 1913
- Croix d'or avec couronne royale pour l'ancienneté dans le service militaire (40 ans)
- Médaille commémorative des campagnes africaines
- Médaille commémorative de la guerre italo-turque
- Médaille commémorative de l'Unité italienne
- Médaille de la Victoire interalliée

## Galerie d'images

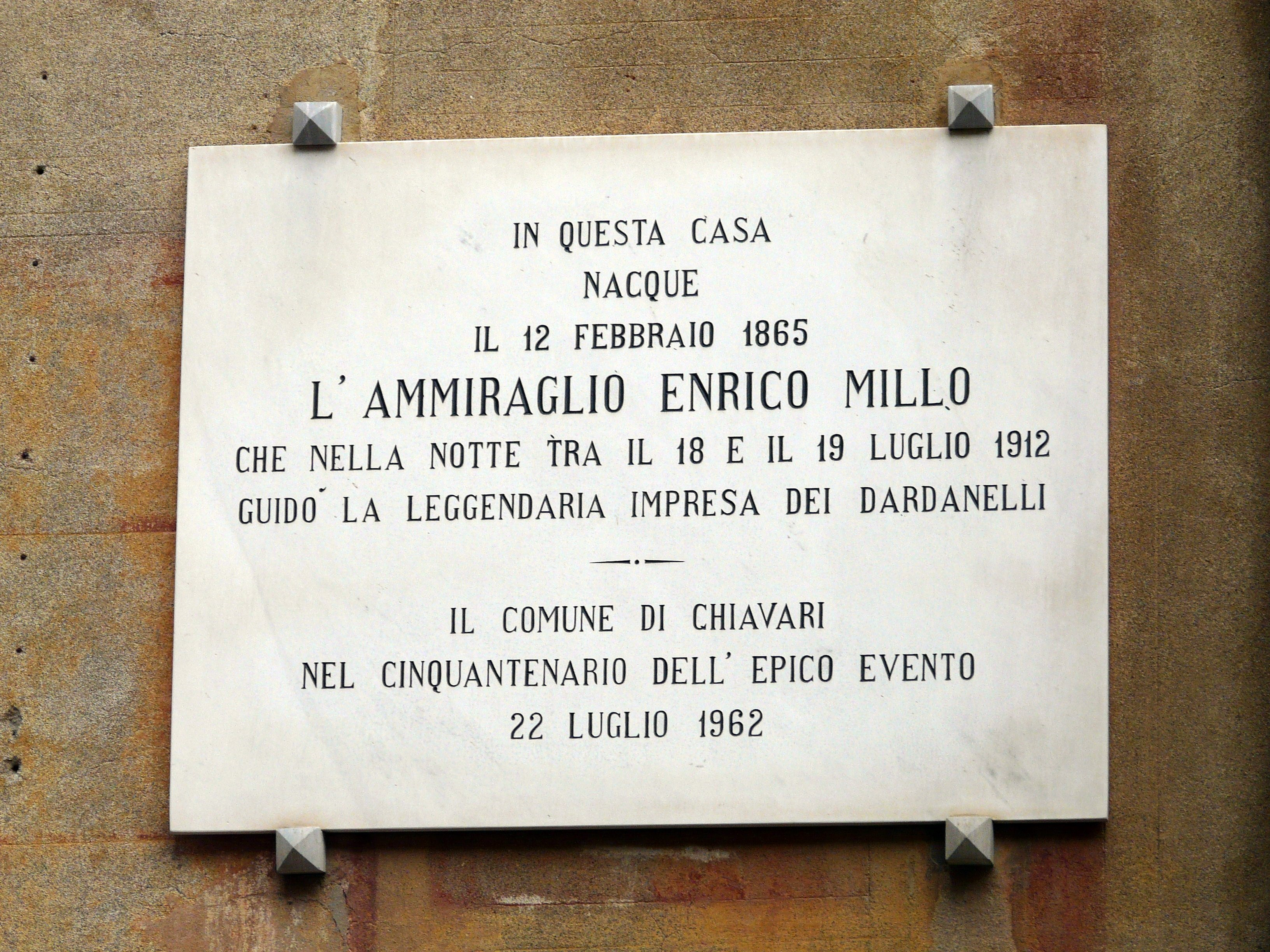
Plaque à la maison où il est né dans le centre historique de Chiavari
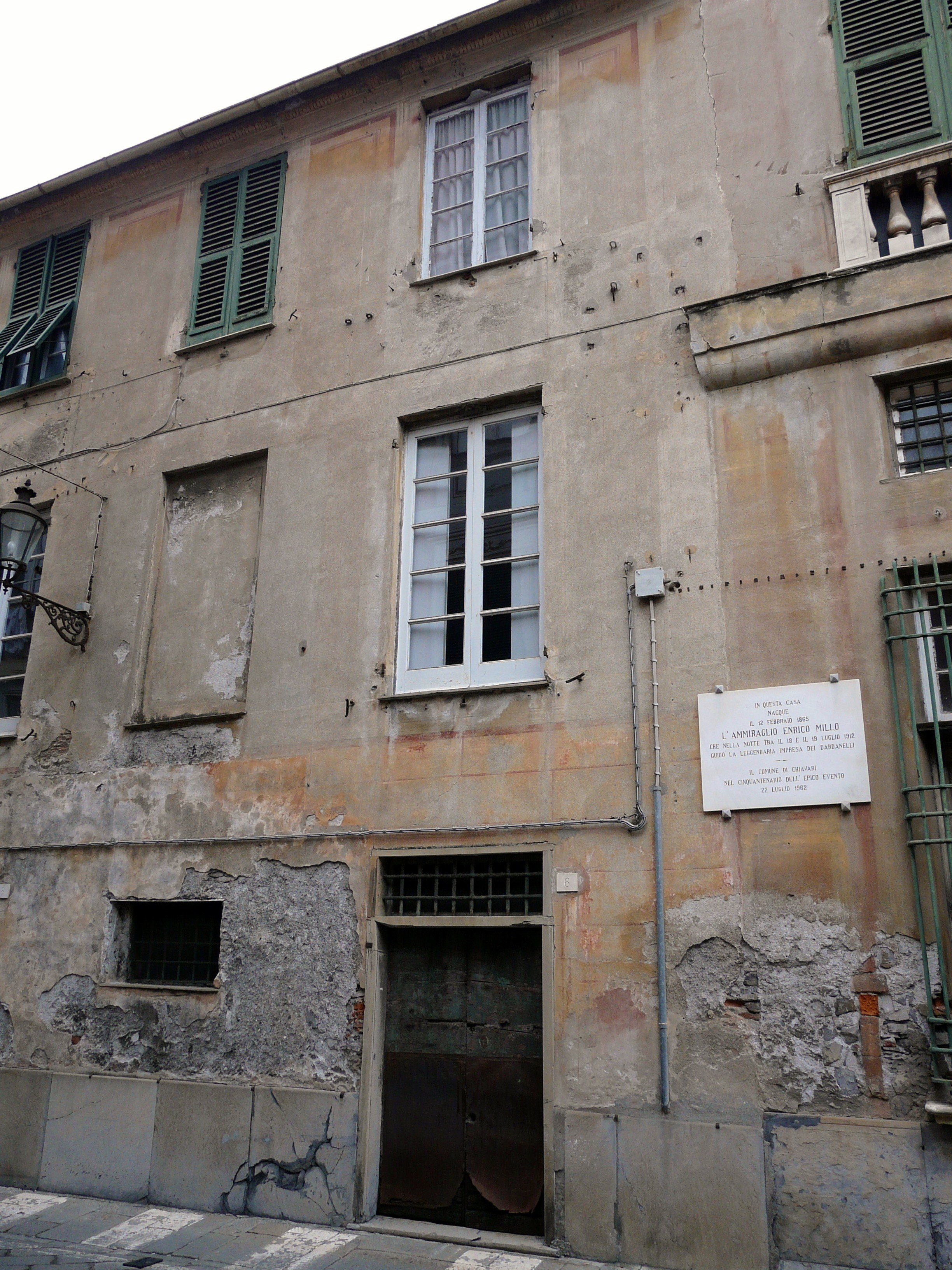
La maison natale
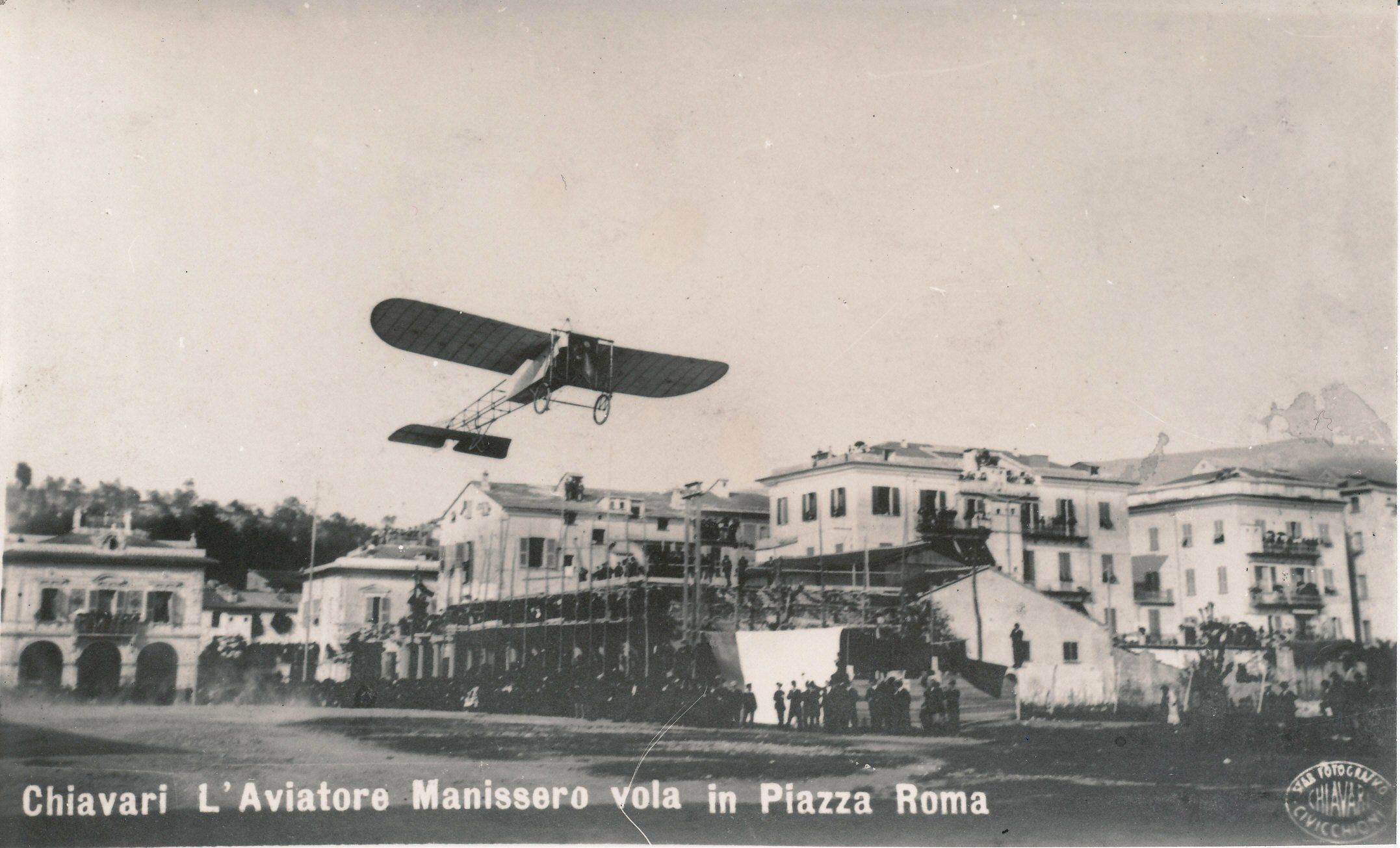
Célébrations à Chiavari en l'honneur d'Enrico Millo en 1913
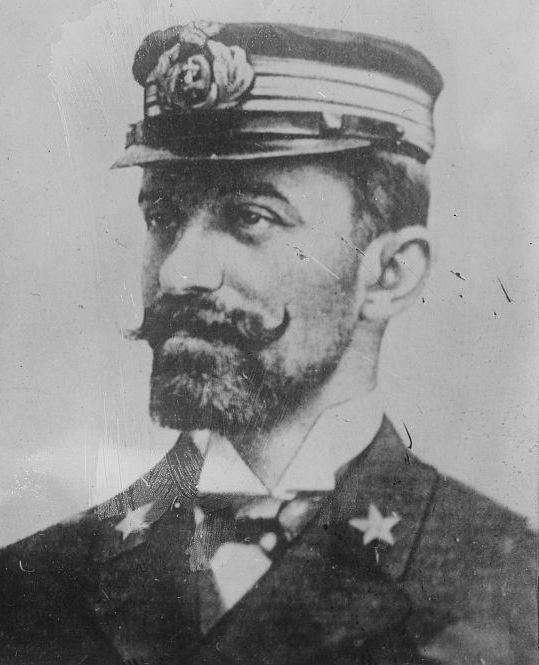
Enrico Millo vers 1915

## Source
- (it) Cet article est partiellement ou en totalité issu de l’article de Wikipédia en italien intitulé « Enrico Millo » (voir la liste des auteurs).
- (it) Valentina Petaros Jeromela, Articoli sul Governatorato dell'Amm. Enrico Millo, ANVGD - Comitato Provinciale di Genova, Gênes, 2016